# George Walton
George Walton (1749 — 1804) va ser un dels signants de la Declaració d'Independència dels Estats Units com a representant de Geòrgia i també va exercir com a segon Cap de l'Executiu d'aquest estat.

## Vida i obra
George Walton va néixer a Virgínia. Els seus pares van morir quan ell era un nen, de manera que va ser adoptat per un oncle amb el qual va entrar com a aprenent de fuster. Walton era un jove estudiós però el seu oncle va desanimar-lo activament per a l'estudi, amb la creença que un nen estudiós era ociós. Walton va seguir estudiant i una vegada va acabar el seu aprenentatge, el 1769 es va traslladar a Savannah, Geòrgia per estudiar dret amb un tal Young i va ser admès el 1774. El seu germà va ser el també delegat al Congrés Continental John Walton, signant dels Articles de la Confederació.
Es va convertir en un defensor de la causa patriota. Va ser escollit Secretari del Congrés Provincial de Geòrgia i esdevingué president del Consell de Seguretat.
Va ser un aliat polític del general escocès Lachlan McIntosh i enemic de Button Gwinnett. Les batalles polítiques entre ell i Gwinnett van resultar en la seva expulsió del càrrec i l'acusació de diverses activitats criminals. Va ser censurat pel seu paper en un duel que va resultar en la mort de Button Gwinnett.
Va ser triat per al Congrés Continental, càrrec que va ocupar fins al final de 1778. Va ser nomenat coronel del primer regiment de la milícia de Geòrgia. Va ser posat en el batalló del general Robert Howe. Durant la batalla de Savannah, Walton va estar involucrat en la defensa de la ciutat. No obstant això, un esclau va mostrar als britànics, liderats pel coronel Campbell, un camí cap a la part posterior de la ciutat, pel qual van ser capaços de prendre la ciutat, atacant des del front i la part posterior. Walton va ser ferit en la batalla, en ser colpejat a la cama per una bala de canó mentre muntava el seu cavall. Va ser fet presoner pels britànics durant dos anys. El 1779 va ser alliberat en un intercanvi de presoners, en el qual va ser canviat per un oficial de la marina britànica, tot i que pel fet de ser un dels signants de la Declaració d'Independència, era un traïdor a la corona britànica.
Poc després, a l'octubre de 1779, Walton va ser escollit Governador de Geòrgia, càrrec que va ocupar durant dos mesos. Va esdevenir President del Tribunal Suprem de Geòrgia entre 1783 i 1789. El 1789 va ser escollit novament Governador de Geòrgia. El novembre de 1795 va ser nomenat per al Senat dels Estats Units per omplir la vacant produïda arran de la renúncia de James Jackson. Walton només va exercir el càrrec del 16 de novembre de 1795 fins al 20 de febrer de 1796, quan el seu successor, Josiah Tattnall, va ser escollit oficialment.

## Càrrecs ocupats
- Congrés continental (1776–78)
- Coronel de la Primera Milícia de Geòrgia (1778)
- Governador de Geòrgia (1779–80)
- Congrés dels EUA (1780–1781)
- Cap de Justícia de Geòrgia (1783–89)
- Governador de Geòrgia (1789–90)
- Senador dels EUA (1795–96)

## Mort
Va morir a Augusta, Geòrgia el 2 de febrer de 1804, a casa seva, College Hill, prop d'Augusta. Va ser enterrat inicialment a Rosney, llar del seu nebot Robert Watkins; però va ser reenterrat el 1848 sota el Monument dels Signants davant del palau de justícia a Greene Street a Augusta.

## Llegat
El comtat de Walton, a uns 48 quilòmetres a l'est de la ciutat d'Atlanta, porta el seu nom. També hi ha almenys dues escoles que porten el seu nom: la George Walton Comprehensive High School a Marietta, Geòrgia i la George Walton Academy, una escola privada a Monroe, Geòrgia.
La seva neta, Octavia Le Vert, fou una autora coneguda.